# ザ・にゅうす NT21
『ザ・にゅうす NT21』（ザ・にゅうす エヌティーにじゅういち）は、1992年10月5日から1994年4月1日まで新潟テレビ21で放送された夕方のローカルワイドニュース番組である（『ステーションEYE』の新潟県ローカルパート）。

## 概要
- 1年半続いた『NT21ステーションEYE』（第1期）のローカルパート25分間を独立させる形で放送開始。

- オープニングテーマには浅倉大介の「Rainbow In The Universe」を使用していた。オープニング後には担当キャスターたちが視聴者への挨拶をし、新潟県内からのニュース・特集およびスポーツ情報を伝えた。

- 番組終了直後の18時55分からは、天気予報『ウェザーアイ』が放送されていた。

- 番組の終了後、替わって『NEWS21』がスタートした。

## 放送時間
| 期間      | 期間     | 放送時間（JST）        | 放送時間（JST）        |
| 期間      | 期間     | 月曜日 - 金曜日        |                        |
| --------- | -------- | ---------------------- | ---------------------- |
| 1992.10.5 | 1994.4.1 | 18:30 - 18:55 （25分） | 18:30 - 18:55 （25分） |

## メインキャスター
- 山本肇
- 大和田良子